# Seznam členů Bankovní rady České národní banky
Toto je chronologický seznam členů Bankovní rady České národní banky od roku 1993.

## Seznam
| Pořadí | Jméno             | Fotografie | Nástup do úřadu  | Opuštění úřadu     | Funkce                               | Jmenoval                   | Poznámky |
| ------ | ----------------- | ---------- | ---------------- | ------------------ | ------------------------------------ | -------------------------- | --- |
| 1.     | Josef Tošovský    |            | 20. ledna 1993   | 30. listopadu 2000 | guvernér                             | Milan Uhde, Václav Havel   | Od 17. prosince 1997 do 22. července 1998 vykonával funkci premiéra, v ČNB dočasně zastupován Pavlem Kysilkou. |
| 2.     | Pavel Kysilka     |            | 13. února 1993   | 12. února 1999     | viceguvernér                         | Václav Havel               | Zastupující guvernér od 17. prosince 1997 do 22. července 1998.                                                |
| 3.     | Jan Vít           |            | 13. února 1993   | 12. února 1999     | viceguvernér                         | Václav Havel               | |
| 4.     | Ota Kaftan        |            | 13. února 1993   | 12. února 1999     | člen bankovní rady                   | Václav Havel               | |
| 5.     | Miroslav Kučera   |            | 13. února 1993   | 9. listopadu 1995  | člen bankovní rady                   | Václav Havel               | |
| 6.     | Jiří Pospíšil     |            | 13. února 1993   | 12. února 1999     | člen bankovní rady                   | Václav Havel               | |
| 7.     | Miroslav Hrnčíř   |            | 27. února 1996   | 30. listopadu 2000 | člen bankovní rady                   | Václav Havel               | |
| 8.     | Luděk Niedermayer |            | 27. února 1996   | 26. února 2008     | člen bankovní rady, viceguvernér     | Václav Havel               | Viceguvernér od 1. prosince 2000.                                                                              |
| 9.     | Oldřich Dědek     |            | 13. února 1999   | 12. února 2005     | viceguvernér                         | Václav Havel               | první funkční období                                                                                           |
| 10.    | Zdeněk Tůma       |            | 13. února 1999   | 30. června 2010    | viceguvernér, guvernér               | Václav Havel, Václav Klaus | Guvernér od 1. prosince 2000 do 30. června 2010.                                                               |
| 11.    | Pavel Racocha     |            | 13. února 1999   | 12. února 2005     | člen bankovní rady                   | Václav Havel               | |
| 12.    | Pavel Štěpánek    |            | 13. února 1999   | 12. února 2005     | člen bankovní rady                   | Václav Havel               | |
| 13.    | Michaela Erbenová |            | 1. prosince 2000 | 30. listopadu 2006 | členka bankovní rady                 | Václav Havel               | |
| 14.    | Jan Frait         |            | 1. prosince 2000 | 30. listopadu 2006 | člen bankovní rady                   | Václav Havel               | |
| 15.    | Miroslav Singer   |            | 13. února 2005   | 30. června 2016    | viceguvernér, guvernér               | Václav Klaus               | Guvernér od 1. července 2010 do 30. června 2016.                                                               |
| 16.    | Robert Holman     |            | 13. února 2005   | 12. února 2011     | člen bankovní rady                   | Václav Klaus               | |
| 17.    | Pavel Řežábek     |            | 13. února 2005   | 12. února 2017     | člen bankovní rady                   | Václav Klaus               | |
| 18.    | Mojmír Hampl      |            | 1. prosince 2006 | 30. listopadu 2018 | člen bankovní rady, viceguvernér     | Václav Klaus               | Vicegurvernér od 1. března 2008.                                                                               |
| 19.    | Vladimír Tomšík   |            | 1. prosince 2006 | 30. listopadu 2018 | člen bankovní rady, viceguvernér     | Václav Klaus               | Viceguvernér od 1. července 2010.                                                                              |
| 20.    | Eva Zamrazilová   |            | 1. března 2008   | 28. února 2014     | členka bankovní rady                 | Václav Klaus               | |
| 21.    | Kamil Janáček     |            | 1. července 2010 | 30. června 2016    | člen bankovní rady                   | Václav Klaus               | |
| 22.    | Lubomír Lízal     |            | 13. února 2011   | 12. února 2017     | člen bankovní rady                   | Václav Klaus               | |
| 23.    | Jiří Rusnok       |            | 1. března 2014   | 30. června 2022    | člen bankovní rady, guvernér         | Miloš Zeman                | Guvernér od 1. července 2016 do 30. června 2022.                                                               |
| 24.    | Tomáš Nidetzký    |            | 1. července 2016 | 30. června 2022    | člen bankovní rady, viceguvernér     | Miloš Zeman                | Viceguvernér od 1. prosince 2018 do 30. června 2022.                                                           |
| 25.    | Vojtěch Benda     |            | 1. července 2016 | 30. června 2022    | člen bankovní rady                   | Miloš Zeman                | |
| 26.    | Oldřich Dědek     |            | 13. února 2017   | 12. února 2023     | člen bankovní rady                   | Miloš Zeman                | druhé funkční období                                                                                           |
| 27.    | Marek Mora        |            | 13. února 2017   | 12. února 2023     | člen bankovní rady, viceguvernér     | Miloš Zeman                | Viceguvernér od 1. prosince 2018.                                                                              |
| 28.    | Tomáš Holub       |            | 1. prosince 2018 | 30. listopadu 2024 | člen bankovní rady                   | Miloš Zeman                | |
| 29.    | Aleš Michl        |            | 1. prosince 2018 |                    | člen bankovní rady, guvernér         | Miloš Zeman                | Guvernér od 1. července 2022.                                                                                  |
| 30.    | Eva Zamrazilová   |            | 1. července 2022 |                    | členka bankovní rady, viceguvernérka | Miloš Zeman                | Viceguvernérka od 1. července 2022. Byla členkou bankovní rady také v letech 2008 až 2014.                     |
| 31.    | Jan Frait         |            | 1. července 2022 |                    | člen bankovní rady                   | Miloš Zeman                | Byl členem bankovní rady také v letech 2000 až 2006. Viceguvernér od 13. února 2023.                           |
| 32.    | Karina Kubelková  |            | 1. července 2022 |                    | členka bankovní rady                 | Miloš Zeman                | |
| 33.    | Jan Kubíček       |            | 13. února 2023   |                    | člen bankovní rady                   | Miloš Zeman                | |
| 34.    | Jan Procházka     |            | 13. února 2023   |                    | člen bankovní rady                   | Miloš Zeman                | |
| 35.    | Jakub Seidler     |            | 1. prosince 2024 |                    | člen bankovní rady                   | Petr Pavel                 | |